# Frauenlob (Schiff, 1903)
Die Frauenlob war ein Kleiner Kreuzer der Kaiserlichen Marine. Sie war das Typschiff einer verbesserten Ausführung der Gazelle-Klasse und kam im Ersten Weltkrieg zum Einsatz und wurde während der Skagerrakschlacht versenkt.
Benannt wurde sie in der Tradition des ehemaligen preußischen Kriegsschoners Frauenlob, der am 2. September 1860 in einem Taifun vor Yokohama gesunken war. Dessen Bau war durch Spenden deutscher Frauen finanziert worden.

## Baugeschichte
Der Bau von sieben Schiffen der Gazelle-Klasse wurde zwischen 1897 und 1900 begonnen. Nach den ersten Erfahrungen überarbeitete das Reichsmarineamt den Entwurf. Er erhielt eine stärkere Panzerung des Kommandoturms, wurde für eine erhöhte Besatzungszahl eingerichtet und erhielt eine größere Breite, um einen größeren Kohlenvorrat unterzubringen, der die Reichweite erhöhte. Dadurch hatten die drei nach diesem Entwurf in Auftrag gegebenen Schiffe auch einen erhöhten Tiefgang. Im Sommer 1901 erhielt die AG Weser in Bremen den Auftrag für die Neubauten „G“ und „H“, die Frauenlob und die Arcona; der dritte Auftrag für den Neubau „J“, die Undine, ging an die Howaldtswerke in Kiel, für die es der erste größere Kriegsschiffsneubau war.

## Friedensdienstzeit
Bereits am 22. März 1902 erfolgte der vorgezogene Stapellauf der Frauenlob auf Grund Platzmangels auf der Werft. Die Taufrede hielt der Direktor des Allgemeinen Marinedepartements im Reichsmarineamt, Vizeadmiral Wilhelm Büchsel; getauft wurde sie von der Fürstin Anna zu Stolberg-Wernigerode. Die Indienststellung zu Probefahrten erfolgte erst am 17. Februar 1903. Nach einer dreitägigen Dauerfahrt um Kap Skagen traf der Kreuzer am 5. April 1903 in Kiel ein und wurde den Aufklärungsschiffen des I. Geschwaders zugeordnet, auch wenn er noch einige Erprobungen durchzuführen hatte. Er nahm dann vom 7. Mai bis zum 10. Juni an der Geschwaderreise nach Spanien teil und an allen folgenden Übungsreisen und Manövern. Dabei besuchte er Norwegen und die Niederlande. Am 29. Mai 1905 lief der Kreuzer wegen eines Ruderschadens beim Auslaufen aus Bremerhaven auf Schlick, ohne allerdings Schaden zu erleiden. 1906 gewann die Frauenlob unter ihrem Kommandanten, Fregattenkapitän Robert Mischke, den Kaiser-Schießpreis der Kleinen Kreuzer, versenkte allerdings beim Torpedoschießen die eigene Dampfpinasse. Am 19. Januar 1908 schied die Frauenlob dann als letzter der Gazelle-Kreuzer aus der Flotte aus. Ihr Kommandant und der größte Teil der Besatzung stiegen auf den neu zur Flotte kommenden Turbinenkreuzer Stettin um.
Im Sommer 1912 begann eine Grundüberholung des in der Reserve befindlichen Kreuzers. Vier Oberdeckgeschütze wurden entfernt und durch zehn 3,7-cm-Kanonen ersetzt, um den Kreuzer als Schulschiff einzusetzen. Obwohl der Umbau im Januar 1913 fertiggestellt wurde, kam es nicht zu einem Einsatz des Schiffes und es wurde im Reservestatus aufgelegt.

## Seegefecht bei Helgoland

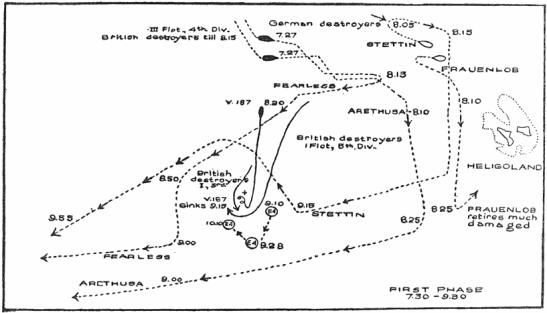
1. Phase des Gefechts bei Helgoland

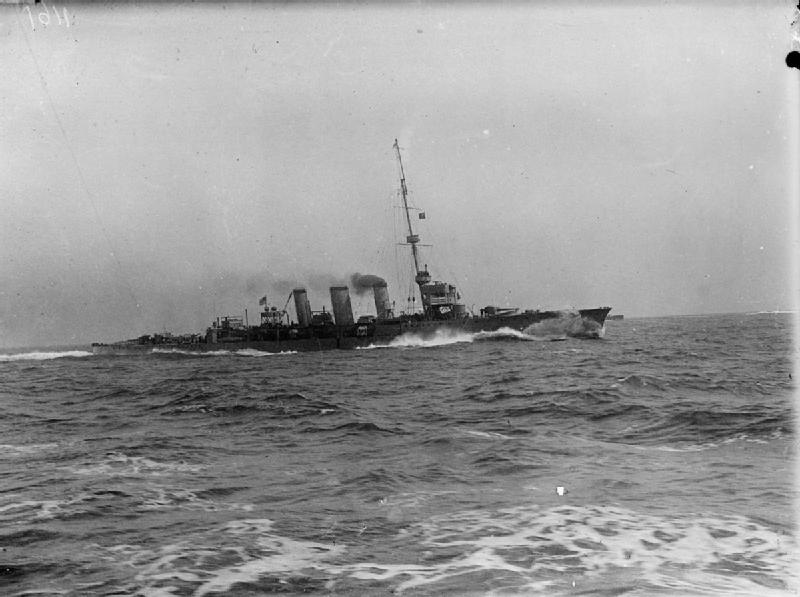
Die Arethusa

Die Frauenlob stellte am 2. August 1914 wieder in Dienst. Zu Beginn des Kriegs gehörte der Kreuzer mit zur Sicherung der deutschen Patrouillen vor Helgoland. Am Morgen des 28. August 1914 griffen überlegene britische Verbände die deutschen Schiffe an. Die Frauenlob und der Kleine Kreuzer Stettin wurden auf die Meldung von britischen Zerstörern an der deutschen Vorpostenkette zur Verstärkung entsandt und waren um 8 Uhr morgens als erste größere deutsche Schiffe zur Stelle. Sie griffen die von Commodore Reginald Tyrwhitt geführte Harwich Force an. Diese bestand aus zwei Leichten Kreuzern und 33 Zerstörern. Die Frauenlob beschädigte zu Beginn des Seegefechts das britische Flaggschiff Arethusa mit zwei Treffern so schwer, dass es kampfunfähig war. Der britische Kreuzer war der veralteten Frauenlob zwar technisch in allen Belangen überlegen, jedoch auch erst kurz vorher in Dienst gestellt worden. Die Briten drehten ab, und die Frauenlob gab gegen 8.30 Uhr die Verfolgung des angeschlagenen Gegners auf, da sie den Kontakt zur Stettin, die von der Fearless getroffen worden war, verloren hatte. Die Frauenlob selbst hatte zehn Treffer erhalten und fünf Tote, 13 Schwer- und 19 Leichtverwundete zu beklagen. Mit dem Torpedoboot V 3 und dem schwerbeschädigten Minensucher T 33 zog sie sich in den Schutz der Helgoländer Batterien zurück.
Zu ihrem Glück traf die Frauenlob dabei nicht auf die weit überlegenen britischen Verbände, die zur Unterstützung Tyrwhitts heraneilten. Die Kleinen Kreuzer Cöln, Mainz und Ariadne und auch das Torpedoboot V 187 wurden von diesen im Laufe des Tages versenkt.
Im November 1914 war die Frauenlob wieder einsatzbereit und blieb als einziger Kreuzer der Gazelle-Klasse auch weiter bei den Aufklärungsschiffen wegen der Verluste vor Helgoland. Im Oktober 1915 folgte eine längere Werftliegezeit. Der Kommandant und ein großer Teil der Besatzung stieg auf die nach einem Minentreffer wiederhergestellte Danzig um, die kurz darauf nun in der Ostsee einen Minentreffer erlitt, so dass Kommandant und Teile der Besatzung wieder auf die Frauenlob kommandiert wurden, die Anfang 1916 in den Verband der IV. Aufklärungsgruppe zurückkehrte.

## Skagerrakschlacht

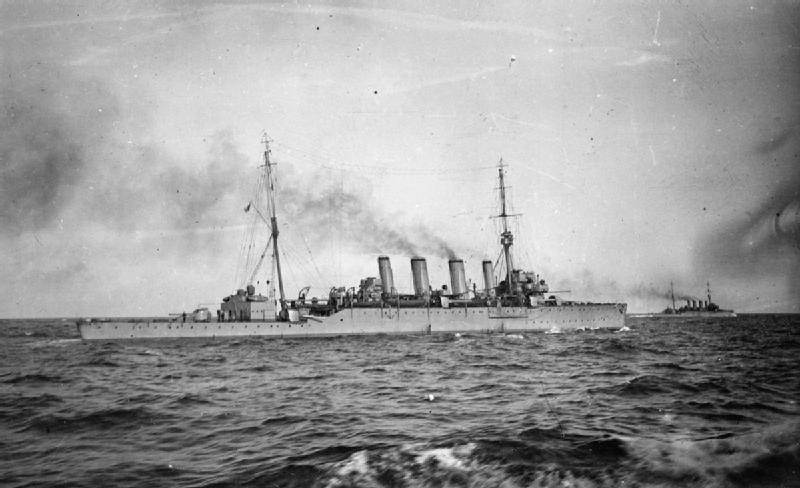
Die Southampton

In der Skagerrakschlacht am 31. Mai 1916 gehörte die Frauenlob zur IV. Aufklärungsgruppe unter Kapitän z. S. Ludwig von Reuter auf der Stettin. Zur Gruppe gehörten auch die Kleinen Kreuzer München, Stuttgart und Hamburg, das Flaggschiff der I. U-Bootflottille. Während der unübersichtlichen Nachtgefechte traf diese Gruppe gegen 22.00 Uhr auf das britische 2. Leichte Kreuzergeschwader, das von Commodore William Goodenough befehligt wurde. Es entbrannte ein heftiger Kampf auf kürzeste Distanz. Die britischen Kreuzer Southampton und Dublin wurden dabei schwer beschädigt. Dann erhielt die Frauenlob jedoch einen Torpedotreffer von der Southampton. Zugleich setzte ein Artillerietreffer im Achterschiff die Bereitschaftsmunition in Brand. Die Frauenlob bekam Schlagseite nach Backbord und begann zu sinken. Teile der Besatzung kämpften weiter, bis das Schiff gegen 23.35 Uhr sank. Nur acht der 332 Mann umfassenden Besatzung überlebten. Besonders unter den Toten hervorzuheben ist Bootsmannsmaat Anton Schmitt, der als Kanonier schwerverwundet auf seinem Posten blieb und mit dem Schiff unterging. Nach ihm wurde der Zerstörer Anton Schmitt benannt.

## Wrack

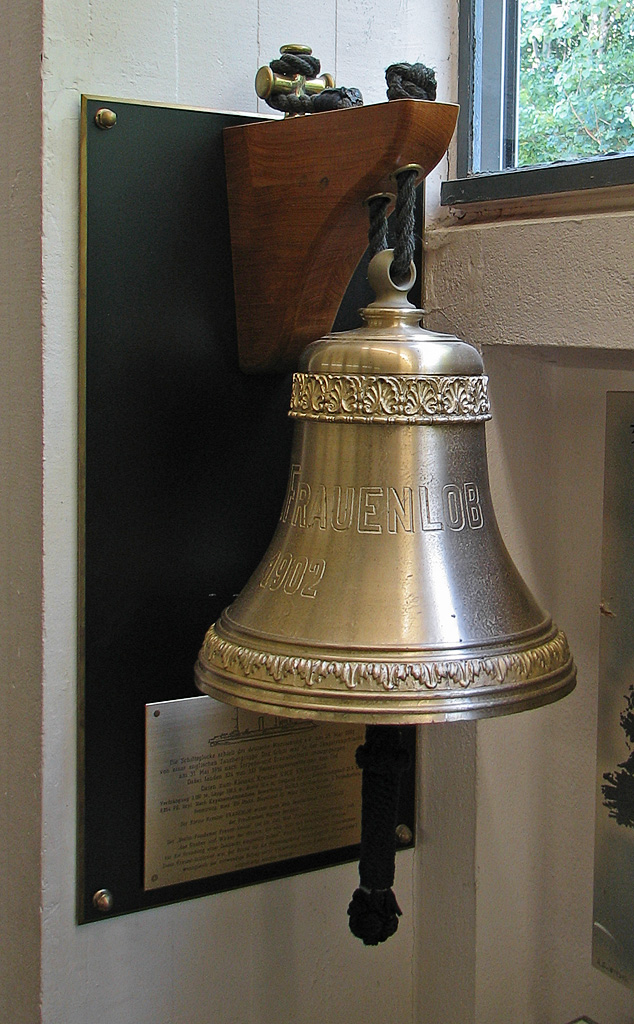
Die Schiffsglocke der Frauenlob

Das Wrack wurde im Jahr 2000 von dänischen Tauchern auf Position 56° 9′ N, 5° 29′ O lokalisiert. Der Schiffsrumpf ist weitgehend intakt. 2001 wurde die Schiffsglocke entdeckt, geborgen und dem Marineehrenmal in Laboe übergeben.

## Kommandanten
| 17. Februar 1903 bis September 1904 | Korvetten- / Fregattenkapitän Johannes Nickel (1858–1945)                                 |
| September 1904 bis September 1905   | Fregattenkapitän Maximilian Cäsar (1861–1911)                                             |
| Oktober 1905 bis 30. September 1907 | Fregattenkapitän Robert Mischke (1865–1932)                                               |
| 1. Oktober 1907 bis 19. Januar 1908 | Korvettenkapitän / Fregattenkapitän Friedrich Boedicker (1866–1944)                       |
| 2. August 1914 bis 26. Januar 1915  | Fregattenkapitän Konrad Mommsen (1871–1946)                                               |
| 27. Januar bis Oktober 1915         | Fregattenkapitän Georg Hoffmann (1874–1916)                                               |
| Oktober bis Dezember 1915           | Kapitänleutnant der Reserve Johannes Wagner (* 1873), Navigationsoffizier (in Vertretung) |
| Dezember 1915 bis 31. Mai 1916      | Fregattenkapitän Georg Hoffmann                                                           |